# مرد عنکبوتی: راهی به خانه نیست
مرد عنکبوتی: راهی به خانه نیست (انگلیسی: Spider-Man: No Way Home) فیلمی آمریکایی در ژانر ابرقهرمانی است که بر پایهٔ کاراکتر مرد عنکبوتی از مارول کامیکس ساخته شده و در سال ۲۰۲۱ منتشر شد. تولید این فیلم به‌طور مشترک بر عهدهٔ کلمبیا پیکچرز و مارول استودیوز بوده و به وسیلهٔ سونی پیکچرز ریلیزینگ توزیع شده است. این فیلم دنبالهٔ مرد عنکبوتی: بازگشت به خانه (۲۰۱۷) و مرد عنکبوتی: دور از خانه (۲۰۱۹) است و از این لحاظ، بیست و هفتمین فیلم در دنیای سینمایی مارول محسوب می‌شود. کارگردانی راهی به خانه نیست بر عهدهٔ جان واتس از فیلم‌نامه‌ای نوشتهٔ کریس مک‌کنا و اریک سامرز است و در آن تام هالند در نقش پیتر پارکر / مرد عنکبوتی، در کنار زندیا، بندیکت کامبربچ، جیکوب باتالون، جان فاورو، جیمی فاکس، ویلم دفو، آلفرد مولینا، بندیکت وانگ، تونی ریوولوری، مریسا تومی، اندرو گارفیلد، و توبی مگوایر ایفای نقش می‌کنند. در این فیلم پارکر از استیون استرنج (کامبربچ) درخواست می‌کند تا هویت خود را پس از افشای عمومی در دور از خانه از طریق جادو مخفی کند که در نهایت منجر به بازشدن ناگهانی مولتی‌ورس می‌شود و سایر کاراکترها از دنیاهای موازی وارد دنیای پارکر می‌شوند.
ساخت سومین فیلم مرد عنکبوتی از دنیای سینمایی مارول در سال ۲۰۱۷ حین ساخت بازگشت به خانه در نظر گرفته شده بود. تا اوت ۲۰۱۹، مذاکرات میان سونی و مارول استودیوز—که با هم فیلم‌های مرد عنکبوتی را تولید می‌کنند—برای اصلاح قراردادشان با خروج مارول استودیوز از این پروژه به پایان رسید. با این وجود، واکنش منفی طرفداران یک ماه پس از آن منجر به بستن یک قرارداد جدید میان دو کمپانی شد. در آن زمان برنامه‌ریزی شده بود که جان واتس، کریس مک‌کن، اریک سامرز و تام هالند برگردند. مراحل فیلم‌برداری در اکتبر ۲۰۲۰ در شهر نیویورک آغاز شد و سپس در همان ماه به آتلانتا منتقل شد و در مارس ۲۰۲۱ به پایان رسید. راهی به خانه نیست به مفهوم مولتی‌ورس می‌پردازد و دنیای سینمایی مارول را به مجموعه‌ای از فیلم‌های گذشتهٔ مرد عنکبوتی ارتباط می‌دهد. بازیگران متعددی—از جمله بازیگران قبلی مرد عنکبوتی، مگوایر و گارفیلد—نقش خود را از زمان حضور در فیلم‌های مرد عنکبوتی به کارگردانی سم ریمی و مارک وب دوباره ایفا می‌کنند. بازگشت مگوایر و گارفیلد موضوع گمانه‌زنی‌های شدید مردم بود و علی‌رغم افشای اطلاعات زیادی از این فیلم، سونی و مارول سعی کردند تا آخرین لحظه مشارکت آن‌ها را انکار کنند.
مراسم افتتاحیهٔ مرد عنکبوتی: راهی به خانه نیست در ۱۳ دسامبر ۲۰۲۱ در تئاتر فاکس ویلیج لس آنجلس برگزار شد و در ۱۷ دسامبر ۲۰۲۱ به عنوان بخشی از فاز چهارم دنیای سینمایی مارول در ایالات متحده منتشر شد. این فیلم نقدهای مثبتی را از سوی منتقدان دریافت کرد و بیش از ۱٫۹۲۱ میلیارد دلار در سراسر جهان فروخت و به پرفروش‌ترین فیلم ۲۰۲۱ و پرفروش‌ترین فیلم سونی پیکچرز تبدیل شد. راهی به خانه نیست چندین رکورد گیشه از جمله رکوردهایی بین فیلم‌های اکران‌شده در طول همه‌گیری کویید-۱۹ را به نام خود ثبت کرد. این فیلم جوایز و نامزدی‌های مختلفی را کسب کرد و همچنین در نود و چهارمین دوره جوایز اسکار نامزد دریافت جایزهٔ بهترین جلوه‌های تصویری بود. قرار است سه‌گانهٔ دیگری با هالند ساخته شود که با مرد عنکبوتی: روز کاملاً جدید (۲۰۲۶) آغاز می‌شود.

## داستان
پس از افشای هویت مردعنکبوتی توسط میستریو  بیشتر مردم او را یک قاتل و تهدید قلمداد می‌کنند؛ در نتیجه، پارکر و اطرافیان او با مشکلات زیادی رو به رو می‌شوند. ام‌جی، زن عمو مِی و نِد بازداشت و تحت بازجویی قرار می‌گیرند، اما با کمک مت مورداک که یک وکیل است اتهامات آنها برداشته می‌شود. پارکر، ام‌جی و ند به دبیرستان بازمی‌گردند، ولی به دلیل جنجال‌های اخیر، درخواست پذیرش آن‌ها برای دانشگاه اِم‌آی‌تی رد می‌شود.
پیتر برای درست کردن اوضاع، به سنکتوم می‌رود تا از استرنج کمک بگیرد. او از استرنج درخواست می‌کند تا به کمک سنگ زمان کاری کند که مردم هویت او را فراموش کنند. استرنج توضیح می‌دهد که در جنگ با تانوس سنگ زمان را از دست داده است اما می‌تواند با اجرای طلسمی این کار را انجام دهد اما همه کسانی که مرد عنکبوتی را می‌شناسند تحت تأثیر طلسم قرار خواهند گرفت. وانگ ، دوست استرنج به او هشدار می‌دهد که اجرای این طلسم بسیار خطرناک است؛ اما استرنج به اخطار وانگ توجه نمی‌کند و طلسم را اجرا می‌کند. در حین اجرای طلسم، پیتر با حرف زدن در مورد اینکه حداقل نزدیکانش از طلسم مستثنا باشند، باعث حواس‌پرتی استرنج و برهم خوردن طلسم می‌شود و استرنج به زحمت طلسم خراب شده را در جعبه ای کنترل می‌کند و سپس متوجه می‌شود پیتر درحالی به سراغ او آمده که حتی با هیئت پذیرش اِم‌آی‌تی برای تجدیدنظر تماس نگرفته و این باعث عصبانیت او می‌شود و پیتر را از سنکتوم بیرون می‌کند. حال پیتر تصمیم می‌گیرد یکی از مدیرهای اِم‌آی‌تی را پیدا و متقاعد کند تا دست کم اپلای ند و ام‌جی را بپذیرند اما وقتی موفق به دیدار با یکی از آنها می‌شود مورد حملهٔ اکتاویوس قرار می‌گیرد. اکتاویوس از رویارویی با او متوجه می‌شود که این مردعنکبوتی همان پیتر پارکری نیست که قبلاً با او مبارزه کرده بود؛ با این وجود مبارزه بین او و مردعنکبوتی ادامه پیدا می‌کند تا اینکه در مبارزه، فناوری نانوی مردعنکبوتی از لباسش جدا می‌شود و به بازوهای مکانیکی اکتاویوس پیوند می‌خورد و مردعنکبوتی از این طریق با کنترل آن‌ها او را مهار می‌کند. کمی بعد با ورود و حملهٔ نورمن آزبورن به مردعنکبوتی، استرنج از درگاهی ظاهر می‌شود و مردعنکبوتی را به سنکتوم منتقل و اکتاویوس را کنار سلولی که مارمولک را نیز اسیر کرده در آنجا زندانی می‌کند. استرنج توضیح می‌دهد که قبل از اینکه بتواند طلسم خراب شده را مهار کند، طلسم افرادی  از جهان‌های دیگر که هویت مرد عنکبوتی را می‌دانند احضار کرده‌است؛ سپس او به پارکر، ام جی و ند دستور می‌دهد تا آنها را بیابند و دستگیر کنند. پارکر الکترو و مردشنی را پیدا کرده و اسیر می‌کند.
در جایی دیگر، نورمن آزبورن که به نظر می‌رسد بر شخصیت منفی گرین گابلین غلبه کرده به ملاقات زن عمو مِی می‌رود و با او راجع به مشکلش حرف می‌زند و مِی پارکر را از این موضوع مطلع می‌کند و سپس از او می‌خواهد قبل از برگرداندن آنها، به آزبورن و دیگر ابرشرورها کمک کند تا شاید درمان شوند. پارکر همراه با آزبورن به سنکتوم می‌روند، آزبورن، اکتاویوس، و الکترو در حین بحث در مورد نبردهایشان با مرد عنکبوتی متوجه می‌شوند که درست قبل از مرگشان از جهانشان بیرون کشیده شده‌اند. با آمدن استرنج به سنکتوم، وی آزبورن را نیز اسیر می‌کند. استرنج آماده می‌شود تا طلسم محدود شده را برگرداند و ابرشرورها را به جهان مربوط به خود بازگرداند، اما پارکر استدلال می‌کند که اگر قدرت و جنون تبهکارانه آنها را که باعث مرگشان شد، درمان کند؛ سرنوشت آنها پس از بازگشت تغییر می‌کند. پارکر طلسم را می‌دزدد، با استرنج مبارزه و او را در ابعاد آینه اسیر می‌کند و حلقهٔ او را نیز تصاحب می‌کند و آن را به ند می‌دهد. سپس ابرشرورها را همراه با می به آپارتمان هپی می‌برند تا آنها را درمان کنند. پارکر با استفاده از فناوری صنایع استارک و تعویض تراشه اکتاویوس او را با موفقیت درمان می‌کند. در طول فرایند درمان بقیه، شخصیت گابلین دوباره کنترل آزبورن را به دست می‌گیرد و شروران درمان نشده را متقاعد می‌کند که به پارکر خیانت کنند و به او اجازه ندهند قدرت‌هایشان را از بین ببرد و علی‌رغم تلاش مردعنکبوتی ابرشرورهای دیگر فرار می‌کنند. گابلین نیز قبل از فرار به‌طور مرگباری می را مجروح می‌کند؛ می قبل از مرگش به پارکر می‌گوید خود را مقصر نداند و کار درست را انجام دهد اما پس از مرگ او، پارکر که نتوانسته او را نجات دهد به شدت دلسرد می‌شود.
ام‌جی و ند در تلاش برای یافتن پارکر یادمی‌گیرند که چگونه با استفاده از حلقهٔ استرنج، درگاه‌ها را باز کنند. اما درعوض، آنها به‌طور تصادفی دو گونهٔ دیگر از پارکر را پیدا می‌کنند که آن‌ها نیز بخاطر طلسم استرنج به این جهان وارد شده‌اند؛ پس از صحبت با پارکرهای دیگر با آنها تیم می‌شوند تا پارکر این جهان را پیدا کنند. آنها مردعنکبوتی را در حالی پیدا می‌کنند که آماده است تسلیم شود و ابرشرورها را بازگرداند تا بمیرند؛ ام جی و ند به مردعنکبوتی دلداری می‌دهند و مردان عنکبوتی دیگر نیز داستان‌های خود را در مورد از دست دادن عزیزانشان به اشتراک می‌گذارند و او را تشویق می‌کنند تا به احترام زن عمو می مبارزه کند.
مردان عنکبوتی درمان‌هایی را برای ابرشرورهای دیگر می‌سازند و الکترو، مردشنی و مارمولک را به مجسمه آزادی می‌کشانند؛ ابتدا هر کدام به تنهایی با یکی از ابرشرورها مبارزه می‌کنند اما موفق نمی‌شوند، سپس دور هم جمع می‌شوند و تصمیم می‌گیرند گروهی کار کنند و برای تفکیک همدیگر، مرد عنکبوتی این جهان را «پیتر یک»، مرد عنکبوتی دنیای آزبورن، اکتاویوس و مرد شنی را «پیتر دو» و مرد عنکبوتی از دنیای مارمولک و الکترو را «پیتر سه» صدا می‌زنند. ابتدا پیتر-دو مردشنی را درمان می‌کند؛ سپس در تلاش برای درمان الکترو، اکتاویوس به کمک پارکرها می‌آید و الکترو را درمان می‌کند و در این حین دوباره با پیتر-دو ملاقات و آشتی می‌کند. پیتر-یک مارمولک را درمان می‌کند و نِد استرنج را از بعد آینه‌ای آزاد می‌کند. استرنج مصمم می‌شود طلسم را اجرا کند اما گابلین وارد می‌شود و جعبه طلسم خراب شده را از بین برده و باعث می‌شود حصار جداکنندهٔ جهان‌های چندگانه از هم گسسته شود. در حالی که استرنج سعی می‌کند این شکاف‌ها را ببندد، پیتر-یک که عصبانی است سعی می‌کند گابلین را بکشد که توسط پیتر-دو متوقف می‌شود. پیتر-سه درمان آزبورن را به پیتر-یک می‌رساند سپس او درمان را تزریق کرده و سلامت عقل را به آزبورن بازمی‌گرداند و در نتیجه همه شرورها درمان می‌شوند. استرنج نمی‌تواند شکاف‌های جهان‌های دیگر را ببندد. پیتر-یک در نهایت متوجه می‌شود که تنها راه این است که خودش را از حافظه همه پاک کند تا از ورود افراد بیشتری که او را می‌شناسند از جهان‌های دیگر جلوگیری شود؛ از استرنج درخواست می‌کند که این کار را انجام دهد و به ام جی و ند قول می‌دهد که دوباره آنها را پیدا کند. طلسم اجرا شده و همه را به جهان خود بازمی‌گرداند و تمام خاطرات پارکر را از حافظهٔ همه افراد در جهان پاک می‌کند.
دو هفته بعد، پارکر به ملاقات ام جی و ند می‌رود تا خود را دوباره به آنها معرفی کند، اما پس از اینکه می‌بیند که آن‌ها در اِم‌آی‌تی پذیرفته شده‌اند، از این کار صرف نظر می‌کند. او در حین عزاداری بر سر آرامگاه عمه می، با هپی که اکنون او را نمی‌شناسد گفتگو می‌کند و از او الهام می‌گیرد تا تسلیم نشود، لباس جدیدی می‌پوشد و فعالیت خود را به‌عنوان مرد عنکبوتی از سر می‌گیرد.
در یک صحنه پس از تیتراژ، ادی براک همراه ونوم نمایش داده می‌شود  که در رستورانی حضور دارد و در رابطه با این دنیا از پیش خدمت رستوران سؤالاتی را می‌پرسد و تصمیم دارد تا مردعنکبوتی را پیدا کند اما ناگهان ادی و ونوم به دنیای خود برمی‌گردند؛ بعد از آن نشان داده می‌شود که قبل از بازگشت ونوم و ادی، بخش کوچکی از سیمبیوت ونوم جا مانده‌است و آن سیمبیوت شروع به حرکت می‌کند.

## بازیگران
| بازیگران             | نقش                                    | توضیحات |
| -------------------- | -------------------------------------- | --- |
| تام هالند            | پیتر پارکر/مرد عنکبوتی                 | پسری نوجوان و عضو انتقام جویان که پس از نیش خوردن توسط عنکبوتی که ژنتیکش دستکاری شده، توانایی‌هایی شبیه به یک عنکبوت به دست می‌آورد. داستان فیلم پس از وقایع مرد عنکبوتی: دور از خانه اتفاق می‌افتد که هویت پارکر به عنوان مرد عنکبوتی آشکار شده و پارکر در مقایسه با فیلم‌های قبلی نسبت به اتفاقات بدبین است. |
| توبی مگوایر          | پیتر پارکر/مرد عنکبوتی                 | توبی مگوایر که در سه‌گانه مرد عنکبوتی سم ریمی نقش مرد عنکبوتی را بازی کرده بود، نقش خود را به عنوان نسخه دنیای موازی مرد عنکبوتی به تصویر می‌کشد و مرد عنکبوتی در فیلم از او به عنوان پیتر ۲ یاد می‌کند. |
| اندرو گارفیلد        | پیتر پارکر/مرد عنکبوتی                 | گارفیلد نیز که به عنوان مرد عنکبوتی در فیلم‌های مرد عنکبوتی شگفت‌انگیز ایفای نقش کرده بود، نقش خود را همانند مگوایر به عنوان نسخه دنیای موازی تکرار می‌کند و در فیلم از او به عنوان پیتر ۳ یاد می‌شود. |
| زندیا                | میشل جونز (ام‌جی)                       | یکی از همکلاسی‌های پیتر پارکر و معشوقه او. با وجود این که این شخصیت برگرفته از شخصیت مری جین واتسون در سری کمیک‌های مرد عنکبوتی است، اما اقتباس مستقیمی از آن محسوب نمی‌شود و نام اصلی او در دنیای سینمایی مارول به میشل جونز تغییر داده شده‌است. |
| جیکوب باتالون        | ند لیدز                                | بهترین دوست پیتر پارکر. باتالون ۴۶ کیلوگرم برای ایفای نقش در این فیلم وزن کم کرد. |
| بندیکت کامبربچ       | دکتر استیون استرنج / دکتر استرنج       | جراح مغز و اعصاب که در پی یک تصادف اتومبیل استاد هنرهای عرفانی و جادوگر اعظم مارول شد. استرنج نقش مربی پارکر را عهده‌دار می‌شود که توسط رابرت داونی جونیور (تونی استارک) در فیلم مرد عنکبوتی: بازگشت به خانه (۲۰۱۷) و ساموئل ال جکسون (نیک فیوری) در فیلم مرد عنکبوتی: دور از خانه (۲۰۱۹) ایفای نقش شد. |
| مریسا تومی           | زن عمو می                              | زن عموی پیتر. او نقشی شبیه به نقش عمو بن از دیگر فیلم‌های مردعنکبوتی را بازی می‌کند. |
| ویلم دفو             | نورمن ازبورن/گرین گابلین               | یک دانشمند و مدیر عامل شرکت صنایع آسکورپ از جهانی دیگر که یک تقویت کننده قدرت ناپایدار را روی خود آزمایش می‌کند و با استفاده از زره و تجهیزات پیشرفته آسکورپ یک شخصیت دیوانه که به گابلین سبز شهرت دارد، ایجاد می‌شود. دفو دوباره نقش خود را از سه‌گانه مرد عنکبوتی سم ریمی بازی می‌کند. دفو برای این نقش با استفاده از تکنیک‌های بصری جوان‌تر شده و همچنین لباس‌های این شخصیت ارتقا یافته و او را بیشتر شبیه به کمیک خود کرده‌است. |
| جیمی فاکس            | مکسول دیلون / الکترو                   | یک مهندس برق که در پی یک حادثه به موجودی برقی و قدرتمند تبدیل شد. فاکس قبلاً این شخصیت را خارج از دنیای سینمایی مارول در فیلم مرد عنکبوتی شگفت‌انگیز ۲ (۲۰۱۴) به تصویر کشیده بود. این کاراکتر برای این فیلم دوباره طراحی شد و از طرح اصلی آبی‌اش صرف نظر و از رنگ زرد که بیشتر شبیه به ظاهر اصلی کمیک‌های این شخصیت بود استفاده شد.                                                                                             |
| آلفرد مولینا         | دکتر اوتو اکتاویوس / دکتر اختاپوس      | دانشمندی با چهار بازوی مکانیکی هوشمند مصنوعی ساخته خودش که طی حادثه ای در فیلم مرد عنکبوتی ۲ به آن‌ها پیوند خورد و آن چهار بازو کنترل ذهن اکتاویوس رو بدست گرفتند و باعث خبیث شدن او شدند. مولینا قبلاً این شخصیت را در فیلم مرد عنکبوتی ۲ (۲۰۰۴) از سه‌گانه مرد عنکبوتی سم ریمی به تصویر کشیده بود. |
| توماس هیدن چرچ       | فلینت مارکو/مرد شنی                    | جیب بری از جهانی دیگر که توانایی‌های شن مانندی را در پی یک حادثه به دست می‌آورد. چرچ نقش خود را از فیلم مرد عنکبوتی ۳ سم ریمی تکرار می‌کند. |
| ریس ایفانز           | دکتر کرتیس کانرز / مارمولک             | دانشمندی از جهانی دیگر که تلاش کرد یک سرم بازسازی را برای کمک به رشد مجدد اندام‌ها و بافت انسان با استفاده از پیوند ژنتیکی مارمولک‌ها مهندسی کند. او در فیلم مرد عنکبوتی شگفت‌انگیز ۱ سرم را روی دست قطع شده راست خود تزریق می‌کند که در نتیجه آن به یک مارمولک غول پیکر تبدیل شد. ایفانز نقش خود را از فیلم مرد عنکبوتی شگفت‌انگیز ۱ اثر مارک وب تکرار می‌کند.                                                                   |
| جان فاورو            | هپی هوگان                              | رئیس امنیتی صنایع استارک، محافظ شخصی و دستیار تونی استارک که بعد از مرگ او از پیتر پارکر مراقبت می‌کند. |
| جی. کی. سیمونز       | جیمز جونا جیمسون                       | مجری دیلی بیوگل. سیمونز پیش تر در سه‌گانه مرد عنکبوتی سم ریمی نقش متفاوتی را از این شخصیت ایفا کرده بود. |
| بندیکت وانگ          | وانگ                                   | استاد هنرهای عرفانی و دوست استرنج. |
| چارلی کاکس           | متیو مایکل مورداک                      | کاکس نقش خود را به عنوان مت مرداک، یک وکیل نابینا که در مجموعه تلویزیونی دردویل بود، تکرار می‌کند. او در این فیلم به عنوان وکیل پیتر پارکر حاضر است و قرار نیست در قالب دردویل هم ظاهر شود. |
| آرین مؤید            | مامور کلری / مأمور سازمان کنترل خسارات | وی در این فیلم نقش نماینده سازمان کنترل خسارات را دارد و از پیتر پارکر بازجویی می‌کند. پیش تر در فیلم مرد عنکبوتی: بازگشت به خانه، این سازمان ظاهر شده بود تا بقایای نبرد انتقام جویان در سال ۲۰۱۲ را جمع‌آوری کند. |
| تونی ریوولوری        | فلش تامسون                             | یکی از همکلاسی‌های پیتر پارکر و رقیب سابقش در مدرسه. |
| انگوری رایس          | بتی برانت                              | خبرنگار دیلی بیوگل، همکلاسی پارکر و دوست دختر سابق ند. |
| خورخه لندبورگ جونیور | جیسون آیونلو                           | همکلاسی پارکر. |
| مارتین استار         | راجر هرینگتون                          | معلم پارکر. |
| جی. بی اسموو         | جولیوس دل                              | معلم پارکر. |
| هانیبال بورس         | مربی ویلسون                            | معلم ورزش مدرسه پارکر. |
| تام هاردی            | ادی براک / ونوم                        | حضور در یک صحنه کوتاه و نامشخص در تیتراژ پایانی فیلم |

## تولید

### توسعه
در طول تولید فیلم مرد عنکبوتی: بازگشت به خانه (۲۰۱۷)، دو دنباله توسط مارول استودیو و سونی پیکچرز در حال برنامه‌ریزی بود. در ژوئن ۲۰۱۷، تام هالند، بازیگر نقش اول فیلم، گفت که فیلم سوم در سال آخر دبیرستان پیتر پارکر / مرد عنکبوتی اتفاق می‌افتد. در ژوئیه ۲۰۱۹، کوین فایگی، رئیس استودیو مارول، گفت که فیلم سوم به دلیل پایان فیلم دوم، مرد عنکبوتی: دور از خانه (۲۰۱۹)، «داستانی از پیتر پارکر که قبلاً هرگز در فیلم انجام نشده بود» را نمایش می‌دهد. به‌طور عمومی نشان داد که پارکر مرد عنکبوتی است. جان واتس کارگردان فیلم بازگشت به خانه و دور از خانه ابراز علاقه کرد که کریون شکارچی آنتاگونیست اصلی فیلم سوم باشد.
تا اوت ۲۰۱۹، توسعه دو فیلم جدید مرد عنکبوتی با سونی آغاز شد که امید بود واتس و هالند برای هر دو فیلم بازگردند؛ هالند برای حضور در یک فیلم دیگر قرارداد بست، در حالی که واتس قرارداد دو فیلمی خود را تکمیل کرده بود و نیازمند قراردادی جدید بود. در آن زمان، مارول استودیوز و شرکت مادرش استودیو والت دیزنی چندین ماه را صرف بحث در مورد گسترش قرارداد خود با سونی کرده بودند. طبق قرارداد موجود، استودیوهای مارول و کوین فایگی فیلم‌های مرد عنکبوتی را برای سونی تولید می‌کردند و ۵ درصد از سود فیلم سهم مارول بود. سونی می‌خواست این قرارداد را گسترش دهد تا فیلم‌های بیشتری از آنچه در ابتدا روی آن توافق شده بود را دربر گیرد و در عین حال همان شرایط قرارداد اصلی را حفظ کند. دیزنی نگرانی خود را در مورد حجم کاری فایگی برای تولید فرانچایز دنیای سینمایی مارول (MCU) ابراز کرد و درخواست کرد ۲۵ تا ۵۰ درصد سهام در هر فیلمی که در آینده فایگی برای سونی تولید می‌کند، داشته باشد. سونی که نتوانست به توافق برسد، اعلام کرد که فیلم بعدی مرد عنکبوتی را بدون دخالت فایگی یا مارول جلو می‌برد. بیانیه آنها اذعان داشت که این می‌تواند در آینده تغییر کند، از فایگی برای کارش در دو فیلم اول تشکر کرد و گفت که آنها از «مسیری که فایگی به ما کمک کرد تا در آن قرار بگیریم را ادامه خواهیم داد» قدردانی می‌کنند.
کریس مک کنا و اریک سامرز که بر روی فیلمنامه قسمت دوم کار کرده بودند، مشغول نوشتن فیلمنامه سومین فیلم بودند، اما واتس به جای بازگشت به فرانچایز، پیشنهادهایی برای کارگردانی فیلم‌های بزرگ برای دیگر استودیوها دریافت کرده بود مانند کار بر روی پروژه چهار شگفت‌انگیزبرای دنیای سینمایی مارول. در ماه سپتامبر، رئیس سونی پیکچرز تونی وینسیکورا گفت که (در حال حاضر درها برای بازگشت مرد عنکبوتی به MCU بسته‌است)، و تأیید کرد که این شخصیت با دنیای سینمایی مرد عنکبوتی سونی ادغام خواهد شد. وینسیکورا در پاسخ به واکنش شدید طرفداران پس از اعلام این خبر، اضافه کرد که «هواداران مارول افراد فوق‌العاده ای هستند، ما برای آنها احترام زیادی قائل هستیم، اما از طرف دیگر ما افراد بسیار فوق‌العاده ای داریم. فایگی همه کارها را انجام نداد. ما کاملاً قادر به انجام کاری هستیم که اینجا باید انجام دهیم.» با این حال، پس از این واکنش طرفداران در کنفرانس دوسالانه دیزنی D23، تام هالند با واسطه گری خود و گفتگو با باب ایگر، مدیر عامل دیزنی، دو شرکت را به گفتگو مجدد راضی کرد.
سونی و دیزنی توافق جدیدی را در پایان سپتامبر ۲۰۱۹ اعلام کردند که به استودیو مارول و کوین فایگی اجازه می‌دهد تا فیلم مرد عنکبوتی دیگری را با تهیه کنندگی ایمی پاسکال برای سونی تولید کنند که برای ۱۶ ژوئیه ۲۰۲۱ برنامه‌ریزی شده‌است و این شخصیت را در MCU نگه می‌دارد. گزارش شده‌است که دیزنی ۲۵ درصد از فیلم را در ازای ۲۵ درصد سود فیلم تأمین مالی می‌کند، در حالی که حقوق بازرگانی شخصیت را حفظ می‌کند. این توافق همچنین به مرد عنکبوتی هالند اجازه داد تا در فیلم‌های آینده استودیو مارول ظاهر شود. فایگی اظهار داشت: «من از ادامه سفر اسپایدی در MCU هیجان زده هستم و من و همه ما در استودیوهای مارول از ادامه کار روی آن بسیار هیجان زده هستیم.» او افزود که حرکت رو به جلوی مرد عنکبوتی MCU می‌تواند «از جهان‌های سینمایی مارول عبور کند» و در دنیای مشترک خود سونی نیز ظاهر شود. گفته می‌شود که این تعامل «یک تماس و پاسخ» بین دو فرنچایز است، زیرا آنها جزئیات بین این دو را در چیزی که به‌طور ساده به عنوان یک جهان با جزئیات مشترک توصیف می‌شود، تأیید می‌کنند. سونی فیلم‌های قبلی خود را با مارول استودیوز به عنوان یک «همکاری عالی» توصیف کرد و گفت «میل متقابل ما برای ادامه همکاری با مارول با طرفداران بسیار برابر بود».
در بحث قرارداد جدید در اکتبر، ایگر آن را به تلاش‌های هالند و همچنین واکنش هواداران به پایان قرارداد اصلی نسبت داد و گفت: «من احساس می‌کردم هواداران واقعاً حضور هالند و مرد عنکبوتی را در MCU می‌خواهند. او افزود که در حین مذاکره بر سر معامله، هم سونی و هم دیزنی فراموش کرده بودند که «افراد دیگری هستند که واقعاً اهمیت دارند» و آن هم چیزی نبود جز خواسته قلبی هواداران. روتمن در پاسخ به گزارش‌هایی در ماه اوت مبنی بر شکست مذاکرات، گفت که افشاگری‌ها در رسانه‌ها از بحث‌هایی مانند مذاکرات لزوماً مطابق با واقعیت نیست و او احساس می‌کند که توافق نهایی بدون گزارش جزئیات صورت گرفته‌است. پس از کش و قوس‌های فراوان و واکنشات هواداران، در نهایت توافق نهایی مبنی بر تولید یک فیلم دیگر از مرد عنکبوتی با همکاری مارول و حضور در MCU صورت گرفت و همچنین قرار شد تا مارول از مرد عنکبوتی در یک پروژه از MCU (احتمالا قسمت دوم دکتر استرنج) استفاده کند. در نهایت فیلمبرداری قسمت سوم مرد عنکبوتی در مارول، از اواسط سال ۲۰۲۰ آغاز شد.

### پیش تولید
در آوریل ۲۰۲۰، سونی به دلیل دنیاگیری کووید-۱۹، زمان پخش فیلم را به ۵ نوامبر ۲۰۲۱ تغییر داد. اگرچه این فیلم در ابتدا قرار بود بعد از وقایع دکتر استرنج در مولتی‌ورس جنون (۲۰۲۲) بگذرد، جنبه‌هایی از طرح پس از اینکه آن فیلم برای اکران بعدا به تعویق افتاد بازنویسی شد. در ماه ژوئن، ماریسا تومی تأیید کرد که در نقش می پارکر به همراه واتس به عنوان کارگردان بازخواهد گشت. او امیدوار بود که کار می به عنوان یک سازمان دهنده جامعه در این فیلم نمایش داده شود. ماه بعد، هالند گفت که تولید این فیلم از اواخر سال ۲۰۲۰ تا فوریه ۲۰۲۱ برنامه‌ریزی شده بود، و سونی اکران فیلم را به ۱۷ دسامبر ۲۰۲۱ تغییر داد. تونی رولوری نیز تأیید شد که نقش خود را به عنوان فلش تامپسون تکرار می‌کند.
در اوایل اکتبر، جیکوب باتالون و بندیکت کامبربچ قرار بود نقش‌های ند لیدز و دکتر استفان استرنج را در MCU بازی کنند، در حالی که جیمی فاکس قرار بود در نقش مکس دیلون/الکترو از فیلم مرد عنکبوتی شگفت‌انگیز 2 (2014) اثر مارک وب بازگردد. با شروع فیلمبرداری در اواخر ماه. گریم مک میلان از هالیوود ریپورتر احساس کرد که گنجاندن استرنج با توجه به ارتباط این شخصیت با دنیای چندگانه و انتخاب بازیگران گذشته فیلم مرد عنکبوتی مانند فاکس، تصادفی نبود. بلافاصله قبل از شروع فیلمبرداری، چندین بازیگر کلیدی دیگر فیلم هنوز قرارداد امضا نکرده بودند. به گفته هالند، فیلم برای تولید به «همه یا هیچ‌کدام» از بازیگران نیاز داشت.

### فیلمبرداری
فیلمبرداری واحد دوم از ۱۴ تا ۱۶ اکتبر ۲۰۲۰ در شهر نیویورک، تحت عنوان کاری برای گرفتن صفحات جلوه‌های بصری و ایجاد نماها انجام شد. فیلمبرداری در محله‌های آستوریا، سانی ساید و شهر لانگ آیلند در کوئینز انجام شد. در ۲۳ اکتبر، فیلمبرداری در روستای گرینویچ در منهتن انجام شد.
تولید تا ۲۵ اکتبر به آتلانتا نقل مکان کرد، با هلند، باتالون و زندایا برای عکاسی اصلی، پس از اینکه هالند دو روز قبل از فیلم آنچارتد (۲۰۲۲) سونی فیلمبرداری را به پایان رساند. مائورو فیوره به‌عنوان فیلمبردار در این فیلم کار کرد، و جایگزین سیموس مک‌گاروی فیلمبردار اصلی شد که پس از ابتلا به کووید-۱۹ مجبور به ترک تولید شد. مک‌گاروی همچنین با فیلم سیرانو (۲۰۲۱) به دنبال تأخیر تولید راهی به خانه نیست ناشی از همه‌گیری، با فیلمبرداری اصلی که در ابتدا برنامه‌ریزی شده بود در ژوئیه ۲۰۲۰ شروع شود، درگیری داشت. تیراندازی در آتلانتا در استودیو تریلیث رخ داد، با اقدامات ایمنی سختگیرانه در صحنه‌های صوتی برای جلوگیری از قرار گرفتن در معرض کووید-۱۹. گزارش شده‌است که برای کاهش تعامل بین بازیگران و اعضای خدمه در صحنه فیلمبرداری در طول همه‌گیری و جلوگیری از تعطیلی‌های بیشتر، تولید بر «فناوری جدید ابتکاری» تکیه کرده‌است که بازیگران را در یک سیستم جلوه‌های بصری اسکن می‌کند که می‌تواند آرایش و لباس‌ها را روی بازیگران در طول دوره پس از بیماری اعمال کند. تولید. یک سیستم نوری نیز برای نشان دادن زمانی که بازیگران می‌توانند ماسک‌های خود را برای فیلم‌برداری بردارند و چه زمانی برای بازیگران و اعضای خدمه ماسک لازم است که در حین انجام کار صحنه‌برداری استفاده کنند، وجود داشت. کامبربچ در اواخر نوامبر شروع به فیلمبرداری صحنه‌های خود در آتلانتا کرد، قبل از شروع کار بر روی دکتر استرنج در مولتی‌ورس جنون که فیلمبرداری آن ماه در لندن آغاز شد. فیلمبرداری هفت تا هشت هفته با استفاده از عنوان‌ها کاری Serenity Now و The November Project، قبل از وقفه در طول فصل کریسمس انجام شد.
در دسامبر ۲۰۲۰، آلفرد مولینا قرار بود نقش خود را در نقش اتو اکتاویوس / دکتر اختاپوس در فیلم مرد عنکبوتی ۲ (۲۰۰۴) سم ریمی بازی کند. در آن زمان، کلایدر گزارش داد که اندرو گارفیلد در نقش پیتر پارکر / مرد عنکبوتی خود از فیلم‌های مرد عنکبوتی شگفت‌انگیز وب به همراه کیرستن دانست در نقش مری جین واتسون از سه‌گانه فیلم مرد عنکبوتی ریمی بازخواهد گشت و توبی مگوایر در حال مذاکره با این فیلم بود. بازگشت به عنوان پیتر پارکر / مرد عنکبوتی از فیلم‌های دوم و اما استون نیز به عنوان گوئن استیسی از فیلم‌های مرد عنکبوتی شگفت‌انگیز بازگشت. با بحث در مورد بازگشت بازیگران از تکرارهای قبلی مرد عنکبوتی، نیوبی احساس کرد که یک فیلم متقاطع می‌تواند «تأثیر» پویانمایی موفق سونی مرد عنکبوتی: به درون دنیای عنکبوتی (۲۰۱۸) را کاهش دهد. مک میلان «Spider-Verse» را با رویداد کمیک دی‌سی کامیکس بحران در زمین‌های بی‌نهایت مقایسه کرد و گفت: «یک خط داستانی چندوجهی به مارول این فرصت را می‌دهد تا در حین تنظیم آینده دنیای سینمایی‌اش، برخی از پایان‌ها را تمیز کند و رویاهای طرفداران را برآورده کند. فرآیند". او احساس می‌کرد که این امکان وجود دارد که مردان عنکبوتی دیگر در فیلم نقش آفرینی کنند، از جمله شخصیت‌هایی از به درون دنیای عنکبوتی، بازیگر نیکلاس هاموند از مجموعه تلویزیونی دهه ۱۹۷۰، یا تاکویا یاماشیرو، مرد عنکبوتی تویی. مک میلان همچنین به مذاکرات قرارداد بین مارول و سونی اشاره کرد که او پیشنهاد کرد که این فیلم می‌تواند برای جدا کردن مرد عنکبوتی از MCU استفاده شود. /هوآی-ترن بوئی از فیلم می‌ترسید که فیلم به شدت شلوغ شود و آرزو می‌کرد که هالند بتواند «بدون اینکه یک ستاره بزرگتر از لیست A که طناب‌ها را به او نشان می‌داد، خودش را نگه دارد»، اما مخالفی با «چند مسخره قدیمی خوب» نداشت. بین هالند، گارفیلد و مگوایر، در حالی که آدام بی. اندکی پس از آن، هالند انکار کرد که مگوایر و گارفیلد تا آنجا که می‌دانست در فیلم ظاهر می‌شوند، در حالی که فایگی تایید کرد که این فیلم با دکتر استرنج در چند جهان جنون ارتباط دارد. بسیاری از بازیگرانی که از فیلم‌های قبلی مرد عنکبوتی بازمی‌گشتند، برای کمک به جلوگیری از لو رفتن نقش آنها در فیلم‌ها، شنل‌هایی را به تن کردند.
فایگی در ژانویه ۲۰۲۱ تصدیق کرد که برخی از این فیلم به عنوان مرد عنکبوتی ۳ یاد می‌کردند و گفت که مارول در داخل از آن به عنوان بازگشت به خانه ۳ یاد می‌کرد، اگرچه این عنوان واقعی آن نبود. در آن زمان، چارلی کاکس، که مت مورداک / دردویل را در سریال نتفلیکس تلویزیون مارول به تصویر می‌کشید، طبق گزارش‌ها، موادی را برای فیلم تهیه کرده بود، در حالی که یک عکس آتلانتا نشان می‌داد که فیلم در فصل کریسمس رخ می‌دهد. فیلمبرداری در دبیرستان فردریک داگلاس از ۲۲ تا ۲۴ ژانویه انجام شد. ماه بعد، هالند آن را به عنوان «جاه طلبانه‌ترین فیلم ابرقهرمانی مستقل» توصیف کرد، و شایعات مبنی بر مگوایر را رد کرد. و گارفیلد در این فیلم ظاهر می‌شوند. در پایان فوریه ۲۰۲۱، عنوان فیلم این بود که مرد عنکبوتی: راهی به خانه نیست، که ادامه صومعه نامگذاری است. ادامه نامگذاری دو فیلم گذشته با عنوان «خانه» در عنوان. فیلمبرداری در دبیرستان میدتاون از ۱۹ تا ۲۱ مارس انجام شد. سیستم مدارس دولتی آتلانتا به دلیل همه‌گیری کووید-۱۹ اجازه استفاده از ساختمان‌های منطقه را به عنوان مکان فیلم‌برداری را متوقف کرده بود، اما این فیلم یک استثنا است زیرا هر دو مدرسه فردریک داگلاس و میدتاون قبلاً به عنوان مکان فیلمبرداری در «مرد عنکبوتی: بازگشت به خانه» استفاده می‌شدند. در آن زمان به‌عنوان مربی ورزشگاه، مربی ویلسون، با هانیبال بورس در اوت ۲۰۲۱ موزیک ویدئویی را منتشر کرد که نشان می‌داد صحنه‌هایی را در آتلانتا فیلم‌برداری کرده‌است. هالند معتقد بود «راهی به خانه نیست» نسبت به دو فیلم قبلی سکانس‌های مبارزه «عشقی‌تر» و همچنین مبارزات تن به تن بیشتری داشت. فیلم‌برداری در در ۲۶ مارس ۲۰۲۱ به اتمام رسید. انتظار می‌رفت فیلمبرداری در لس آنجلس و ایسلند نیز انجام شود.

### پس تولید
در آوریل ۲۰۲۱، مولینا تأیید کرد که در این فیلم ظاهر می‌شود و توضیح داد که به او گفته شده بود که در مورد نقش خود در فیلم در طول تولید صحبت نکند، اما او متوجه شد که ظاهر او شایعات زیادی را منتشر کرده‌است. بعداً در همان ماه، جی بی اسموو فاش کرد که در نقش جولیوس دل از دور از خانه برمی‌گشت، در حالی که کاکس اظهار داشت که درگیر این فیلم نیست. در اوایل ماه مه، گارفیلد انکار کرد که از او خواسته شده بود در این فیلم ظاهر شود، اما بعداً گفت «هرگز نگو هرگز»، در حالی که انگوری رایس نشان داده شد که به عنوان بتی برانت باز خواهد گشت. در اواخر همان ماه، استون دخالت خود را در این فیلم انکار کرد.
همچنین در ماه مه ۲۰۲۱، رئیس گروه سونی پیکچرز، سنفورد پانیچ، اذعان کرد که سردرگمی و ناامیدی طرفداران در رابطه با رابطه بین SSU و MCU وجود داشته‌است، اما اظهار داشت که برنامه ای برای روشن شدن این موضوع وجود دارد و او معتقد است که قبلاً "در حال دریافت یک موضوع است. در آن زمان پس از اعلام فیلم کراون شکارچی (2023) SSU، برای مردم کمی واضح تر در مورد اینکه به کجا می‌رویم. او اضافه کرد که No Way Home به افشای بیشتر این طرح کمک می‌کند، آدام بی. SSU. تریلر رسمی حضور جان فاورو در نقش هارولد «هپی» هوگان و بندیکت وانگ در نقش وانگ را تایید کرد که نقش‌های خود را از فیلم‌های گذشته MCU تکرار کردند و همچنین جی‌کی سیمونز در نقش جی. جونا جیمسون از دور از خانه، پس از ایفای نقش نسخه متفاوت شخصیت در سه گانه سم ریمی. همچنین تأیید کرد که شخصیت‌های الکترو و گرین گابلین در فیلم ظاهر می‌شوند، با این مفهوم که این تجسم گرین گابلین نسخه ویلم دافو از فیلم‌های ریمی خواهد بود. در سپتامبر ۲۰۲۱، گارفیلد دوباره حضور او در این فیلم را انکار کرد و گفت: «مهم نیست که من چه می‌گویم… یا واقعاً برای مردم ناامید کننده خواهد بود یا واقعاً هیجان انگیز».
در اوایل اکتبر، بسیاری از مفسران انتظار داشتند که تام هاردی دوباره در نقش ادی براک / ونوم از فیلم Venom (2018) و Venom: Let There Be Carnage (2021) بازی کند، پس از اینکه صحنه فیلم Let There Be Carnage نشان داد که شخصیت ظاهراً از این فیلم خارج شده‌است. جهان آنها (SSU) به MCU. فایگی اشاره کرد که «هماهنگی زیادی» بین تیم‌های Let There Be Carnage و No Way Home برای کار بر روی صحنه Let There Be Carnage وجود دارد و اینکه هنوز میزان کامل هماهنگی فاش نشده‌است. بعداً در همان ماه، برای شماره Empire در No Way Home، واتس گفت که آنها سعی می‌کردند با بازگشت بازیگران قبلی فیلم Spider-Man جاه‌طلبی در فیلم داشته باشند، که هالند احساس می‌کرد عالی و دیوانه‌کننده بود. توضیح داده شد که این فیلم دنیای آن فیلم‌های قبلی را با دکتر اختاپوس و الکترو، و همچنین گرین گابلین دافو، فلینت مارکو / سندمن از ریمی از مرد عنکبوتی 3 (2007) از ریمی و کرت کانرز از ریس ایفانس بررسی می‌کند. / Lizard از Webb's The Amazing Spider-Man (2012) به عنوان شخصیت‌هایی از آن دنیاها در شماره شناسایی شد. جلدی از شماره همچنین دارای ارجاعات بصری به برخی از آن شخصیت‌ها بود، با بسیاری از مفسران که انتظار داشتند چرچ و ایفان در نقش Sandman and the Lizard ظاهر شوند. گفته شد که تیم No Way Home "هیچ عجله ای برای تایید یا تکذیب حضور" چندین شخصیت ندارد، واتز می‌گوید این حدس و گمان‌ها شایعات تأیید نشده‌ای هستند، در حالی که فایگی گفت که شایعات سرگرم‌کننده هستند زیرا "بسیاری از آنها درست هستند، و بسیاری از آنها درست نیستند» و به انتظارات مخاطبان از شایعات هشدار داد که در مورد فیلم ساخته شده به جای تمرکز بر کارهای انجام نشده هیجان زده شوند.
در ابتدای نوامبر، خورخه لندبورگ جونیور فاش کرد که قرار است نقش خود را به عنوان جیسون یونلو در این فیلم تکرار کند، و مانند حضورش در فیلم‌های بازگشت به خانه و دور از خانه، «ارتباط بسیار کمی با داستان اصلی» خواهد داشت. در اواسط ماه، عکاسی اضافی برای فیلم کامل شده بود.[ آرین موید فاش کرد که در آن زمان نقشی در این فیلم داشته‌است، در حالی که دانست گفت که او در این فیلم حضور ندارد، اما هرگز به تکرار نقش خود در نقش مری جین واتسون «نه نمی‌گوید». تریلر دوم فیلم مشارکت دافو، چرچ و ایفان را تأیید کرد.[ پاسکال بدون راه به خانه را به عنوان «نقطه اوج سه‌گانه بازگشت به خانه» توصیف کرد.

### طراح
سانجا میلکویچ هیز پس از کار بر روی کاپیتان مارول، به عنوان طراح لباس فیلم کار کرد.

## موسیقی
مایکل جاکینو پس از ساخت موسیقی متن قسمت‌های اول و دوم، ساخت موسیقی متن این فیلم را نیز بر عهده داشت.

## بازاریابی
در ماه مه سال ۲۰۲۰، سونی برای به نمایش گذاشتن مدل‌ها و فناوری‌های جدید خود در این فیلم با گروه هیوندای موتور همکاری و مشارکت داشته‌است. هیوندای موتور در نوامبر ۲۰۲۱ تبلیغاتی را با عنوان «تنها راه به خانه» منتشر کرد که این فیلم و خودروی (شاسی بلند الکتریکی آیونیک ۵) با بازی هالند و باتالون با کارگردانی واتس را تبلیغ می‌کرد. آیونیک ۵ و هیوندای توسان در این فیلم حضور دارند. در اواخر فوریه ۲۰۲۱، هالند، باتالون و زندایا سه عکس منتشر کردند که شخصیت‌های خود را از فیلم در کنار لوگوهای جعلی با عنوان‌ها مرد عنکبوتی: تلفن خانگی، مرد عنکبوتی: زندگی خراب‌کن و مرد عنکبوتی: برش خانگی نشان می‌دادند. عنوان رسمی فیلم روز بعد با ویدیویی که هالند، باتالون و زندیا را نشان می‌دهد که دفتر واتس را ترک می‌کنند (جایی که ظاهراً عنوان‌ها جعلی را دریافت کرده‌اند) اعلام شد. باتالون و زندایا خاطرنشان می‌کنند که نمی‌توان به هالند در مورد عنوان واقعی اعتماد کرد، زیرا او «به‌طور تصادفی» عنوان فیلم دوم را فاش کرد. این ویدئو روی تخته سفیدی پایان می‌یابد که عنوان واقعی فیلم را نشان می‌دهد، در میان عنوان‌ها مختلف دیگری که کلمه «خانه» را نشان می‌دهد که ظاهراً مورد توجه قرار گرفته‌اند. جنیفر بیست از سی‌نتپیشنهاد کرد که عنوان‌ها و لوگوهای جعلی می‌تواند نشان دهنده شرورهای فیلم باشد، از جمله الکترو و دکتر اختاپوس. در حالی که اومبرتو گونزالس از درپ آنها را «تقلبی طعمه و سوئیچ» بامزه نامید و اشاره کرد که عنوان تلفن خانگی به خطی از ئی. تی. موجود فرازمینی (۱۹۸۲) اشاره دارد. گرگوری لارنس از کلایدر احساس کرد که عنوان زندگی خراب‌کن می‌تواند به احساس فیلم شبیه یک فیلم دلهره‌آور دهه ۱۹۹۰ اشاره کند و گفت که عنوان‌ها جعلی یک «حمله محکم» برای هیجان‌انگیز کردن طرفداران هستند. او همچنین عکس‌ها را با «عجایب وحشتناک/هیبت‌آور» فیلم‌های استیون اسپیلبرگ و گونیز (۱۹۸۵) مقایسه کرد. در حالی که ژرمن لوسیه از آی‌او۹ گفت که آنها «جوانه‌های ظریف ملی گنج، ایندیانا جونز» را ارائه کردند. در ژوئیه ۲۰۲۱، مارول اسباب‌بازی‌ها و مجسمه‌های مختلفی را برای این فیلم از جمله فانکو، فیگورهای افسانه‌های مارول و مجموعه‌های لگو رونمایی کرد.
در پایان اوت ۲۰۲۱، وقتی از فایگی در مورد کمبود تریلر و تصاویر رسمی یا توضیحات برای فیلم پرسیده شد، معتقد بود که فیلم «بیش از هر پروژه دیگر ما محرمانه نیست» و مجدداً تأیید کرد که یک تریلر ساخته خواهد شد. پیش از اکران این فیلم، تریلر در سینماها منتشر شد. اگرچه سونی بازاریابی فیلم را انجام می‌دهد، تیم بازاریابی آن‌ها با دیزنی هماهنگ می‌شوند تا اطمینان حاصل کنند که هر کدام از آن‌ها بدانند چه زمانی محتوای مرتبط با MCU را منتشر کنند، بنابراین این یک «پیروزی برای همه» است. در ۲۲ اوت، لو رفتن ظاهری اولین تریلر در رسانه‌های اجتماعی به اشتراک گذاشته شد. که هالیوود ریپورتر آن را «مشروع» تلقی کرد و سونی در تلاش بود تا کپی‌های مختلفی از تریلر را حذف کند. آدام چیتوود در کولایدر به شور و شوق آنلاین ایجاد شده پیرامون این تریلر اشاره کرد و بدون توجه به اینکه چه زمانی منتشر شد و چه چیزی نشان داده شد، احساس می‌کرد که «با هیاهویی که طرفداران در ذهن خود ایجاد کرده‌اند، عمل نمی‌کند». چیتوود ادامه داد که سایر فیلم‌های منتشر شده در سال ۲۰۲۱ از استودیو مارول، سطح تقاضای مشابهی با «راهی برای خانه» نداشته‌اند، و اشاره کرد که همه بازیگران شایعه شده فیلم را به عنوان «تجربه‌ای یک بار در زندگی سینما» معرفی کرده‌اند. اگر دقیق بودند همچنین، او متعجب بود که آیا سونی نسبت به انجام بازاریابی که به اکران فیلم در دسامبر ۲۰۲۱ در بحبوحه احیای سویه دلتای سارس کووید ۲ اشاره کرد، محتاط است یا خیر.
تریلر این فیلم قرار است به صورت انحصاری در انجمن ملی صاحبان سینما برای حضار به نمایش گذاشته شود. دوان کوگان از انترتینمنت ویکلی اشاره کرد که تریلر نقش چندجهانی را در این فیلم تأیید می‌کند، از جمله عناصری از فیلم‌های رایمی و وب. در حالی که اتان اندرتون از /Film تریلر را «هیجان‌انگیز» نامید زیرا بسیاری از شایعات قبلی دربارهٔ فیلم را تأیید می‌کرد. برعکس، آستن گاسلین در پولیگان احساس می‌کرد که بسیاری از شایعات در تریلر فاش نشده‌است، و احساس می‌کرد که این شایعات دروغ بوده یا مارول همچنان قصد دارد آنها را مخفی نگه دارد. جاشوا مایر، همکار اندرتون، تریلر را "یک گیج کننده… مملو از لحظات شگفت انگیز" خواند و اشاره کرد که چگونه فیلم از داستان کتاب کمیک "یک روز دیگر" اقتباس می‌کند. ریچارد نیوبی از هالیوود ریپورتر پیش از این به اقتباس ظاهری داستان‌های «یک روز دیگر» و «یک لحظه در زمان» پس از افشای بازیگران کامبربچ اشاره کرده بود. بسیاری از مفسران به کنایه‌های احتمالی مرد شنی و مارمولک از شرورهای مرد عنکبوتی در تریلر اشاره کردند که نشانه‌ای از شکل‌گیری شش خبیث در فیلم است. ینی مانکوزو در کولایدر از دیدن بازگشت مولینا و پتانسیل مشارکت دافو هیجان‌زده بود، اما آن را یک «پاپ ارزان» نامید، زیرا با یادآوری به مخاطبان، به داستان‌هایی که می‌خواهید در زمان حال بگویید آسیب می‌رساند. قبلاً چقدر اوضاع بهتر بود.» او همچنین احساس می‌کرد که تریلر در «بی‌میلی مداوم مارول برای اجازه دادن به بازی مرد عنکبوتی تام هالند در فیلم‌های مرد عنکبوتی خودش» نقش دارد، زیرا تریلر «لحظه‌های به یاد ماندنی» را در بین تمام عناصرش به پارکر ارائه داد. این تریلر در ۲۴ ساعت اول ۳۵۵٫۵ میلیون بازدید جهانی داشت و به پربازدیدترین تریلر در آن بازه زمانی تبدیل شد و رکورد انتقام‌جویان: پایان بازی (۲۸۹ میلیون بازدید) را پشت سر گذاشت و بیش از دو برابر برای مرد عنکبوتی: دور از خانه بازدید شد. تریلر (۱۳۵ میلیون). همچنین بزرگترین حجم مکالمه ۲۴ ساعته رسانه‌های اجتماعی در تمام دوران را در سراسر جهان با ۴٫۵ میلیون بار ذکر کرد که از ۲٫۹۱ میلیون در ایالات متحده و ۱٫۵ میلیون در سطح بین‌المللی تشکیل شده‌است. این هر دو بیشتر از اشاره‌های انتقام‌جویان: پایان بازی (۱٫۹۴ میلیون در ایالات متحده، ۱٫۳۸ میلیون در سطح بین‌المللی) بود.
دومین تریلر رسمی فیلم، برای اولین بار در تئاتر سینماهای ریگال در لس آنجلس در ۱۶ نوامبر ۲۰۲۱ به نمایش درآمد. گاسلین احساس کرد که این تریلر «گستره کامل مولتی-ورس مرد عنکبوتی مارول را نشان می‌دهد». در حالی که همکارش مت پاچیس، به ظاهر گمشده مرد عنکبوتی مگوایر یا گارفیلد در تریلر اشاره کرد، اما احساس کرد که «کاملاً ممکن است بازیگران در دور از خانه ظاهر شوند». جیسون رابینز از بازخوردهای این تریلر ناامید شد و گفت: "آن چیزی بود که ما انتظار داشتیم، اما کمتر، از آنجایی که هیچ تاییدی از مگوایر یا گارفیلد یا "بینش بیشتر در مورد مولتی-ورس وجود نداشت؛ شرورانی از دیگر فیلم‌های قبلی مرد عنکبوتی که انتظار داشتیم ببینیم.» برخی از مفسران گفتند که بخش‌هایی از تریلر به نظر می‌رسد که مگوایر و گارفیلد از فیلم حذف شده‌اند، مانند قسمتی که در آن به نظر می‌رسد مارمولک توسط نیرویی نامرئی مورد اصابت قرار گرفته‌است. در ۲۴ نوامبر ۲۰۲۱، سونی چندین ویدیو را در تیک تاک برای TheDailyBugle.net منتشر کرد که شامل سیمونز و رایس می‌شد.

## انتشار

### اکران فیلم
این فیلم در ۱۵ دسامبر ۲۰۲۱ در بریتانیا و در ۱۷ دسامبر ۲۰۲۱ در ایالات متحده اکران شد. پیش از این نیز قرار بود در ۱۶ ژوئیه ۲۰۲۱ اکران شود، اما قبل از انتقال بیش تر به تاریخ دسامبر ۲۰۲۱ به دلیل دنیاگیری کووید ۱۹، به ۵ نوامبر ۲۰۲۱ (۱۴ آبان ۱۴۰۰) منتقل شد. این فیلم بخشی از فاز چهارم دنیای سینمایی مارول خواهد بود. در اوت ۲۰۲۱، سونی و سی‌جِی ۴دی‌پلکس قراردادی را برای انتشار ۱۵ فیلم ساخت سونی، طی سه سال در قالب اسکرین‌اکس، از جمله این فیلم را اعلام کردند. در نوامبر ۲۰۲۱، تأیید شد که این فیلم در سینماهای چین اکران می‌شود و اولین فیلم فاز چهارمی است که پس از بیوه سیاه، شانگ چی و افسانه ده حلقه و جاودانگان در این کشور اکران نشد.یک نسخه طولانی این فیلم با تایید رسمی مارول استودیوز و سونی پیکچرز ریلیزینگ با عنوان مرد عنکبوتی راهی به خانه نیست نسخه جالب و سرگرم کننده تر (انگلیسی: Spider-Man: No Way Home The  More Fun Stuff Version)  با ۱۵ دقیقه محتوای جدید نسبت به نسخه اصلی در ۲ سپتامبر ۲۰۲۲ دوباره اکران خواهد شد.

### نمایش خانگی
این فیلم پس از انتشار در سینما و رسانه‌های خانگی در استارز منتشر شد. این آخرین فیلم منتشر شده توسط سونی با انتشار اس‌وی‌اودی انحصاری در استارز خواهد بود، زیرا فیلم‌های بعدی پس از انتشار سینماها و رسانه‌های خانگی تا سال ۲۰۲۶ در نتفلیکس منتشر خواهند شد. در آوریل ۲۰۲۱، سونی قراردادی را با دیزنی امضا کرد که به آنها دسترسی به محتوای قدیمی خود، از جمله فیلم‌های گذشته مرد عنکبوتی و محتوای مارول در اس‌اس‌یو را برای پخش در دیزنی پلاس و هولو و نمایش در شبکه‌های تلویزیونی خطی دیزنی امضا کرد. دسترسی دیزنی به عنوان‌ها سونی که از سال ۲۰۲۲ تا ۲۰۲۶ منتشر می‌شوند، پس از در دسترس بودن آنها در نتفلیکس صورت می‌گیرد.

## بازخورد

### گیشه
این فیلم در ایالات متحده و کانادا حین پیش‌نمایش‌های پنج‌شنبه ۵۰ میلیون دلار فروش کرد و سومین پیش‌نمایش داخلی پرفروش بعد از جنگ ستارگان: نیرو برمی‌خیزد (۵۷ میلیون دلار) و انتقام‌جویان: پایان بازی (۶۰ میلیون دلار) را داشت. این فیلم رکورد افتتاحیهٔ زمانی برای مردن نیست (۲۰۲۱) در گیشهٔ بریتانیا را شکست و ۷٫۶ میلیون پوند (۱۰٫۱ میلیون دلار) فروخت. این فیلم در روز افتتاحیهٔ خود به‌صورت بین‌المللی ۴۳٫۶ میلیون دلار فروش کرد.

#### رکوردهای پیش‌فروش بلیت
فروش بلیت‌ها در فاندانگو مدیا تنها بعد از دو ساعت از فیلم بیوهٔ سیاه پیشی گرفت و در پایان روز به بالاترین پیش‌فروش بلیت در روز اول بعد از فیلم پایان بازی دست یافت. پیش‌فروش بلیت‌ها در ۲۴ ساعت اول از پیش‌فروش فیلم‌های انتقام‌جویان: جنگ ابدیت (۲۰۱۸)، جنگ ستارگان: آخرین جدای (۲۰۱۷)، دور از خانه، جنگ ستارگان: خیزش اسکای‌واکر (۲۰۱۹) و روگ وان (۲۰۱۶) نیز پیشی گرفت.

### نظر منتقدان
بازبینی جمعی وبگاه راتن تومیتوز بر اساس ۲۶۵ بررسی، رتبهٔ ۹۴٪ با میانگین امتیاز وزنی ۷٫۹/۱۰ گزارش کرده‌است. این فیلم در متاکریتیک بر اساس ۵۵ نقد، میانگین امتیاز وزنی ۷۲ از ۱۰۰ را به دست آورده که نشانگر «نقدهای عموماً مطلوب» است.

## آینده
تا اوت ۲۰۱۹، چهارمین فیلم این فرنچایز در کنار راهی به خانه نیست در دست توسعه بود. هالند در فوریه ۲۰۲۱ اعلام کرد در حالی که راهی به خانه نیست آخرین فیلم او تحت قرارداد با مارول و سونی است، امید دارد تا در صورت درخواست، ایفای نقش مرد عنکبوتی را در آینده ادامه دهد. زندیا در ژوئیه اعلام کرد از ساخت فیلم دیگری از مرد عنکبوتی بی‌اطلاع است. هالند در اکتبر گفت راهی به خانه نیست به‌عنوان «پایان یک فرنچایز» تلقی می‌شود که با مرد عنکبوتی: بازگشت به خانه آغاز شد بود، و هر فیلم دیگری که شخصیت‌های مرد عنکبوتی دنیای سینمایی مارول را به نمایش بگذارد با این سه‌گانهٔ فیلم‌ها متفاوت خواهد بود. ماه بعد، هالند گفت مطمئن نیست که باید به ساخت فیلم‌های مرد عنکبوتی ادامه دهد یا خیر و اظهار داشت که امیدوار است فیلمی به جای پارکر بر روی مایلز مورالس متمرکز شود و ادامه ایفای نقش این شخصیت در سی سالگی ممکن است مشکلی باشد. نشان می‌دهد که او «کار اشتباهی انجام داده‌است». با وجود این، پاسکال اظهار داشت که امیدوار است به همکاری با هالند در فیلم‌های آینده مرد عنکبوتی ادامه دهد. بعداً مشخص شد که سونی و استودیو مارول در حال برنامه‌ریزی برای ساخت حداقل سه فیلم دیگر از مرد عنکبوتی با بازی هالند هستند و مارول و سونی آماده می‌شوند تا ساخت اولین فیلم را تا پایان نوامبر ۲۰۲۱ آغاز کنند. با این حال، هالیوود ریپورتر اشاره کرد که با وجود روابط کاری قوی بین استودیوها، هیچ برنامه رسمی برای سه‌گانه جدید وجود ندارد. فایگی در دسامبر ۲۰۲۱ اعلام کرد که فیلم چهارم مرد عنکبوتی هم‌اکنون در دست توسعه است.